# فضيحة مادوف
فضيحة مادوف أو فضيحة (وول ستريت) أعلن عنها يوم 14 ديسمبر 2008 في عز الركود الاقتصادي العالمي حيث اظهر تقرير ان برنارد مادوف الرئيس السابق لبورصة ناسداك الإلكترونية احتال بمبلغ 50 مليار دولار وهو مايعتبر الأكبر في التاريخ من صناديق استثمارية تضم استثمارات كبار البنوك العالمية واثرى وابرز المستثمريين العالميين.

## تنفيذ الاحتيال
يملك مادوف شركة استثمارات خاصة به وحسب ما قاله الموظفون ان مادوف يملك شركة أخرى تعمل بمنتهى السرية في طابق منفصل من مبنى الشركة الاصلية وقد قال مادوف عند تسليمه نفسه للسلطات انه اسس شركة موازية غير شرعية وانه «انتهى» وخسر كل شي يملكه.

## أكبر الخاسرين
تكبدت المؤسسات المالية العالمية خسائر بسسب الاحتيال وأهمها :
| اسم الشركة                     | الجنسية | قيمة الخسائر                      |
| ------------------------------ | ------- | --------------------------------- |
| HSBC                           | بريطاني | 1.5 مليار دولار $                 |
| رويال بنك اوف سكوتلاند RBS     | بريطاني | 400 مليون جنيه استرليني £         |
| BNP paribas                    | فرنسي   | 469 مليون دولار $                 |
| بانكو بيلباو فيزكايا أرجنتاريا | أسباني  | 300 مليون دولار $                 |
| NATIXIS                        | فرنسي   | 450 مليون يورو €                  |
| بانكو سانتاندرد                | أسباني  | 17 مليون يورو €                   |
| نمورا NUMORA                   | يابانية | 27 مليار ين ¥ (303 مليون دولار $) |

كما تكبدت البنوك السويسرية خسائر تصل إلى 5 مليارات دولار أمريكي من ابرزهم بنك نيو برايفيت وكان مستثمرين كبار قد خسروا أيضا ملياراتهم من بينهم (فريد ويليبون) مالك (نيويورك ميتس) ونورمان برامان وهو مالك سابق لفريق كرة قدم أمريكي.

## الإجرائات القانونية
في يونيو 2009 قضت محكمة أميركية بالسجن لمدة 150 عاما على برنارد مادوف، بعد أن اعترف بـ11 تهمة وجهت إليه منها الاحتيال والحنث باليمين والسرقة.